# Blizocin (województwo lubelskie)
Blizocin – wieś w Polsce położona w województwie lubelskim, w powiecie lubartowskim, w gminie Jeziorzany.
Wieś stanowi sołectwo gminy Jeziorzany. Według Narodowego Spisu Powszechnego (III 2011 r.) wieś liczyła 200 mieszkańców.
Wierni Kościoła rzymskokatolickiego należą do parafii Podwyższenia Krzyża Świętego w Sobieszynie.
Z uwagi na specyfikę położenia Blizocina na pograniczu regionów, wieś wyjątkowo często zmieniała przynależność administracyjną; m.in. należała do sześciu różnych powiatów. W tabeli pogrubiono zmiany (nowe przynależności):
| Od         | Do         | Gmina/gromada  | Powiat      | Województwo        |
| ---------- | ---------- | -------------- | ----------- | ------------------ |
| 1867-01-01 | 1870-01-12 | gm. Charlejów  | łukowski    | gubernia siedlecka |
| 1870-01-13 | 1919-08-13 | gm. Łysobyki   | łukowski    | gubernia siedlecka |
| 1919-08-14 | 1939-10-25 | gm. Łysobyki   | łukowski    | woj. lubelskie     |
| 1939-10-26 | 1939-12-31 | gm. Łysobyki   | łukowski    | dystrykt lubelski  |
| 1940-01-01 | 1941-08-31 | gm. Łysobyki   | radzyński   | dystrykt lubelski  |
| 1941-09-01 | 1944-08-21 | gm. Łysobyki   | puławski    | dystrykt lubelski  |
| 1944-08-22 | 1954-10-04 | gm. Łysobyki   | łukowski    | woj. lubelskie     |
| 1954-10-05 | 1955-12-31 | gr. Sobieszyn  | garwoliński | woj. warszawskie   |
| 1956-01-01 | 1956-02-28 | gr. Sobieszyn  | rycki       | woj. warszawskie   |
| 1956-02-29 | 1957-12-31 | gr. Łysobyki   | łukowski    | woj. lubelskie     |
| 1958-01-01 | 1965-12-17 | gr. Łysobyki   | radzyński   | woj. lubelskie     |
| 1965-12-18 | 1972-12-31 | gr. Jeziorzany | radzyński   | woj. lubelskie     |
| 1973-01-01 | 1975-05-31 | gm. Jeziorzany | radzyński   | woj. lubelskie     |
| 1975-06-01 | 1998-12-31 | gm. Jeziorzany | –           | woj. lubelskie     |
| 1999-01-01 |            | gm. Jeziorzany | lubartowski | woj. lubelskie     |

W Blizocinie urodził się cichociemny Stefan Mich.